# Gryponyx africanus
Il griponice (Gryponyx africanus) è un dinosauro erbivoro appartenente ai prosauropodi. Visse nel Giurassico inferiore (Hettangiano, circa 200 milioni di anni fa) e i suoi resti fossili sono stati ritrovati in Sudafrica.

## Classificazione
Descritti per la prima volta da Robert Broom nel 1911, i fossili di questo dinosauro comprendono alcune vertebre, entrambe le "mani", una pelvi e gran parte delle zampe posteriori. L'aspetto di questo dinosauro doveva essere molto simile a quello del ben noto Massospondylus, vissuto più o meno nello stesso periodo e negli stessi luoghi; la natura frammentaria di Gryponyx, però, non permette una ricostruzione adeguata e molti paleontologi ritengono che in realtà questo dinosauro fosse semplicemente un esemplare di Massospondylus. Altre ricerche, invece, hanno riscontrato che Gryponyx potrebbe essere più primitivo di Massospondylus, forse ancestrale alla famiglia dei massospondilidi. 
Altre specie attribuite a Gryponyx sono G. taylori (conosciuto per un cinto pelvico e ossa sacrali, ora attribuito a Massospondylus) e G. transvaalensis (noto per una falange e un metatarso parziale rinvenuti in terreni del Triassico superiore, ora attribuiti a un sauropodomorfo indeterminato). 
Il nome Gryponyx deriva dalle parole greche grypos ("ricurvo") e onyx ("unghia, artiglio"), con riferimento al grande artiglio del pollice.